# Kaito Chida
Kaito Chida (千田 海人 Chida Kaito?), född 17 oktober 1994 i Miyagi prefektur, är en japansk fotbollsspelare.
Chida började sin karriär 2017 i Blaublitz Akita.